# Эль-Треболь (стадион)
Стадион Мануэля Филипе Каррера, также известный как Стадион Эль Треболь — это футбольный стадион в городе Гватемала, Гватемала. Он служит местом тренировок и домашней ареной клуба Национальной лиги «Мунисипаль» (Лос-Рохос), одного из самых титулованных клубов в стране. Стадион вмещает 7500 человек.
В отчете Национальной федерации футбола Гватемалы за 2017 год говорилось, что этот стадион был одним из четырех стадионов в Гватемале, которые соответствовали стандартам ФИФА в области безопасности и инфраструктуры.
В январе 2024 года было объявлено об установке кресел красного цвета в зоне трибун 1, а 18 сентября 2024 года была установлена крыша Южной трибуны.